# Марија Вуловић
Марија Вуловић (Ужице, 16. јануар 1978) је српска песникиња из Чајетине.

## Биографија
Марија (рођ. Јовановић) Вуловић, рођена је у Ужицу 16. јануара 1978. године. Похађала је основну школу „Димитрије Туцовић” у Чајетини и Ужичку гимназију. Дипломирала је на Филолошком факултету у Београду, у групи за српску књижевност и језик.  
Живи и ради у Чајетини као наставник српског језика и књижевности у ОШ „Димитрије Туцовић“ на Златибору. Лектор је и коректор неколико универзитетских уџбеника и научних монографија. Написала је две збирке песама.  
Удата је и има три ћерке: Вању, Сару и Сању. 

## Дела
Објављивала поезију у „Књижевним новинама“ (2022, 2024), „Балканском књижевном гласнику“ (2023), „Књижевним вертикалама“ (2020, 2023), „Међају“, „Сребрном вјенцу“, „Ћирилици“, „Зеленом коњу“, „Суштини поетике“, „Кирки“, као и на бројним веб-порталима у земљи и ван ње („Синхо“, „Казаљка“, „Квака“, „Филозофски огледи“...).
Рецензију за збирку Одмрежавање је припемила Тања Ступар Трифуновић: „Књига стихова Одмрежавање Марија Вуловић сабира пјесничко и животно искуство, па је уједно ауторкин лични поетски дневник, инвентар исполитизованих дешавања и лиризована породична историја. Поетска разуђеност и привидна „неодређеност” и приличи првим пјесничким збиркама, но у овом случају читалац на стилском и мотивском плану открива и богато испреплетену мрежу значења која упућују на знатно сложенију стваралачку поетику, грађену на основу како непосредног животног, тако и пасионираног читалачког искуства. У том смислу може се рећи да је књига Одмрежавање својеврстан резиме пређеног пута, дубок, болан и свепрожимајући поглед унзад којим се оштро, понекад готово немилосрдно, прониче у вријеме, људе, збивања и неминовна животна разочарења. Марија Вуловић не калкулише допадљивоћу својих стихова, одрешита је у прекорима и осудама, не пада јој на памет да било шта уљепша - њена поезија оглашава се на искрзаним рубовима стварности, говори о непријатним спотицајима, нелагодним породичним тајнама, купопродајном натурализму, малим свакодневним злобама, али и оним великим злима која дрмају свијетом. У Маријиним пјесама - које се најприје ишчитавају као наталожено разочарење и извештај о краху - не таји се, међутим, нада у бољитак и промјену друштва. Глас који их говори не одваја себе од средине чији је дио, његова рефлексија долази изнутра, из бола и разочарења, он је пристрасни свједок и биљежник времена које се немилосрдно поиграва са својим актерима. Но, упркос преовладавању осјећањагенерацијског пораза и протраћених година, у пјесмама Одмрежавања има и хумора, топлине, њеног повјерења у сам живот и посебне, тихе наде које долази у часовима када су снови о револуционарној промјени већ сасвим ишчезли.”
  

За збирку Бетел рецензију је написала Дана Зорић Ћирић, песникиња, професор и књижевни рецензент: „Одлика Маријине поезије је интелектуална свакидашњица. Глас песникиње је управо онакав какав је читаоцима потребан, искрен („Увек више верујем онима које волим“), изворна, оригиналан, високотоналн. Песнички језик види се као бастион естетски бираних речи српског књижевног језика, са повременим ускакањем архаизама, турцизама, неологизама, који су начин маркирања лика- јазук је не појести све из тањира; део тог корпуса су сузотворине и мукотворија, алапаче и трачаре, и све што преко чекића, наковања и узенгије, стиже до свести. Стил је отворен, прецизан и сву лепоту црпи из ауторкине истрајности да очува природност говорења колико у кухињи, башти и на тргу, толико и у писаној форми. „Бетел“ је збирка непретенциозне и непрофитабилне, истовремено и ангажоване поезије, која афирмише и истовремено нуди естетско и ментално задовољство. Резиме ауторског приступа могао би да гласи: супротностима није потребно да се усклађује на уштрб сопствене суштине. Оне се настављају у богатом ДНК низу онога што поезија може да понуди. Док песникиња жваће бетел, из горчине листа и слаткоће божанствене пљувачке рађа се ова блистава поезија.” 

### Збирке
- „Одмрежавање“ КОВ, 2023, едиција Посебна издања, уредник Михајло Пантић
- „Бетел” НЕОС Издаваштво, 2024, Београд

Неке од ових песама су првобитно објављене у следећим часописима и веб порталима:

#### Часопис „Стране”
- „Над књигом ен секстон”[3]
- „Црно-бела сличица из 1985.”[3]
- „Принцеза”[3]
- „03.23”[3]
- „О рођендану, Мајином”[3]
- „Епифиза”[3]

#### Часопис „Синхро”
- „Јазук”[4]
- „Нема више времена”[4]
- „Слово о хомосапијенсу”[4]

#### Часопис „Дуњалучар”
- „О револуцији, малограђанштини и још понечему”[5]
- „Пилуле за срећу”[5]
- „Другачије се волело у прошлом веку”[5]
- „Имати петљу”[5]
- „ОГЛАС –  Тражим додатни посао”[5]

#### „Књижевни часопис”
- „Гледајући у вино”[6]
- „Неке средњовечне жене”[6]
- „Након свих ових година”[6]
- „Имати петљу”[6]

### Oстали радови
- „Закаснела поема”[7]
- „Песма за мој 23. рођендан”[8]

- „Љубавна поезија српских модерниста” - Међај (Год. 31, бр. 80, 2011, стр. 92-106)[9]
- „(О) три песме Ћамила Сијарића” - СЕНТ књижевни часопис (бр. 69-70 стр. 143-147)[10]
- „Роман о лицима и наличијима љубави” - Међај[11]
- „Слике сеоског живота у поезији српских реалиста” - Мастер рад[12]
- „Лексеме мотиви у поезији Бранка Миљковића”- Међај
- „Слике руралне културе у приповеткама Милована Ђ. Глишића” - Међај
- „Панорама нове српске поезије 2025” (стр. 49-54) Издавач - Еуромедик; За издавача - Ненада Златаревић; Уредници - Весна Ђорђевић, Ирена Плаовић, Немања Каровић, Владан Бајчета, Новак Ђукић; Лектура - Немања Каровић; Дизајн корица - Иван Новаковић; Штампа - Светлост, Чачак; Београд 2025; Тираж - 2000; ISBN: 978-86-901704-6-3

## Награде
Вишеструко награђена на књижевним конкурсима. Освојила је прву награду на конкурсу за најбољу књигу поезије НЕОС издаваштва 2024. године.